# 미국 독립선언 서명

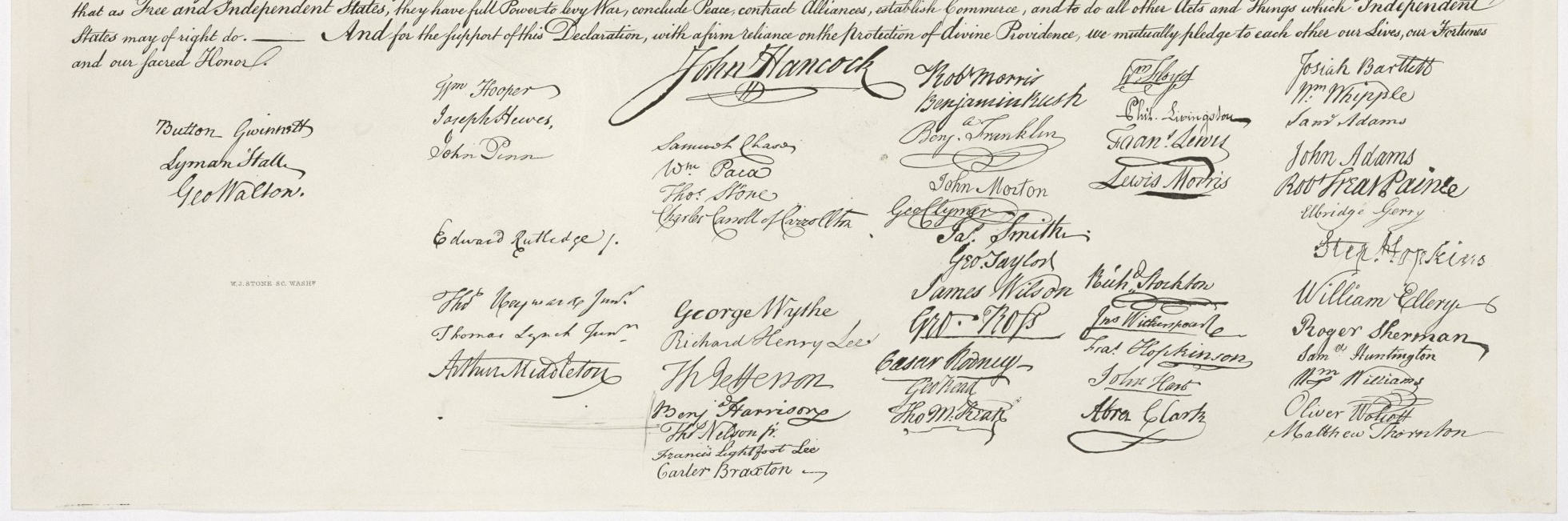
독립선언문의 56개 서명

미국 독립선언 서명(영어: Signing of the United States Declaration of Independence)은 주로 1776년 8월 2일 필라델피아의 펜실베이니아주 의사당(나중에 미국 독립기념관으로 개칭됨)에서 이루어졌다. 제2차 대륙회의의 56명의 대표자들은 13개 식민지를 대표했으며, 이들 중 12개 식민지는 1776년 7월 4일 독립선언을 승인하기로 투표했다. 뉴욕 대표단은 독립 문제에 대한 투표 권한을 올버니로부터 아직 받지 못했기 때문에 기권했다. 이 선언문은 13개 식민지가 이제 "자유롭고 독립적인 주"로서 더 이상 그레이트브리튼 왕국의 식민지가 아니며, 따라서 대영 제국의 일부가 아니라고 선포했다. 서명자들의 이름은 주별로 그룹화되어 있으며, 존 핸콕은 대륙회의 의장으로서 예외이다. 주들은 지리적으로 남쪽에서 북쪽으로 배열되어 조지아 식민지의 버턴 그위닛이 먼저, 매슈 손턴은 마지막에 서명했다.
선언문의 최종 초안은 7월 4일에 대륙회의에서 승인되었지만, 서명 날짜는 오랫동안 논쟁의 대상이 되어왔다. 대부분의 역사가들은 선언문이 채택된 지 거의 한 달 후인 1776년 8월 2일에 서명되었으며, 일반적으로 알려진 7월 4일이 아니라는 결론을 내렸다.

## 서명 날짜

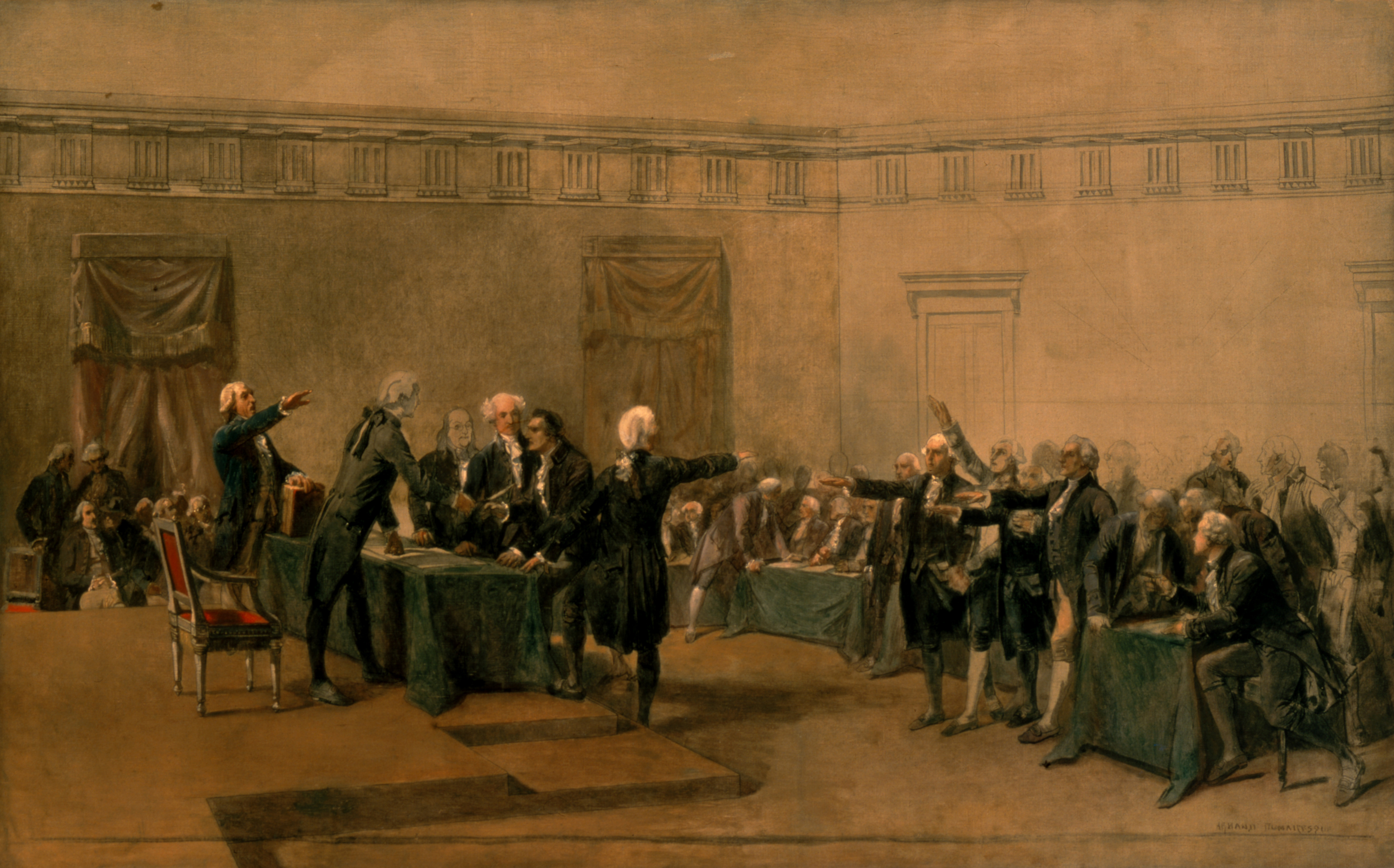
아르망-뒤마레스크의 미국 독립선언 (c. 1873)은 1980년대 후반부터 백악관 캐비닛룸에 걸려 있다.

제2차 대륙회의는 1776년 7월 4일에 독립선언을 채택했으며, 13개 식민지 중 12개 식민지가 찬성하고 뉴욕은 기권했다. 독립선언문이 서명된 날짜는 오랫동안 논쟁의 대상이었다. 토머스 제퍼슨, 벤저민 프랭클린, 존 애덤스는 모두 1776년 7월 4일 채택된 날에 의회에서 서명했다고 기록했다. 이러한 주장은 7월 4일로 날짜가 기재된 서명된 선언문 사본에 의해 확인되는 것으로 보인다. 7월 4일 날짜에 대한 추가적인 지지는 대륙회의의 공식 공기록인 대륙회의 일지에 의해 제공된다. 1776년 회의록은 1777년에 처음 발행되었으며, 7월 4일자 기록에는 선언문이 그 날짜에 최종 작성 및 서명되었다고 명시되어 있다 (공식 사본은 티머시 매트랙이 손으로 작성했다).
1796년, 서명자 토머스 매킨은 독립선언이 7월 4일에 서명되었다는 사실에 이의를 제기하며, 일부 서명자들이 그 날짜에 참석하지 않았으며, 심지어 그 날짜 이후에야 의회에 선출된 사람들도 있었다고 지적했다. 그는 "그 날이나 그 후 여러 날 동안 아무도 서명하지 않았다"고 썼다. 그의 주장은 1821년 의회의 비밀 일지가 공개되면서 지지를 얻었다. 비밀 일지에는 선언문에 대한 이전에 공개되지 않은 두 개의 항목이 포함되어 있었다.
7월 9일, 뉴욕 대표들은 자신들의 회의에서 독립선언에 동의할 허가를 얻었다. 이 소식은 7월 15일 대륙회의에 전달되었다. 7월 19일자 비밀 일지 항목은 다음과 같다.
결의되다: 4일에 통과된 선언문을 "미합중국 13개 연합국의 만장일치 선언"이라는 제목과 문체로 양피지에 깨끗하게 작성하고, 작성되면 의회의 모든 구성원이 서명한다.
8월 2일자 항목은 다음과 같다.
독립선언이 최종 작성되어 테이블에서 비교된 후 의원들이 서명했다.
1884년, 역사가 멜런 체임벌린은 이 항목들이 유명한 서명된 선언문이 7월 19일 결의안에 따라 작성되었으며, 8월 2일까지는 의회에서 서명되지 않았음을 나타낸다고 주장했다. 후속 연구에 따르면 많은 서명자들이 7월 4일에 의회에 참석하지 않았으며, 일부 대표들은 8월 2일 이후에도 서명을 추가했을 수 있다. 제퍼슨과 애덤스는 서명식이 7월 4일에 열렸다는 믿음을 결코 흔들리지 않았지만, 대부분의 역사가들은 데이비드 매컬로가 존 애덤스 전기에서 제시한 주장을 받아들였다: "모든 대표자들이 참석한 그러한 장면은 필라델피아에서 결코 일어나지 않았다."

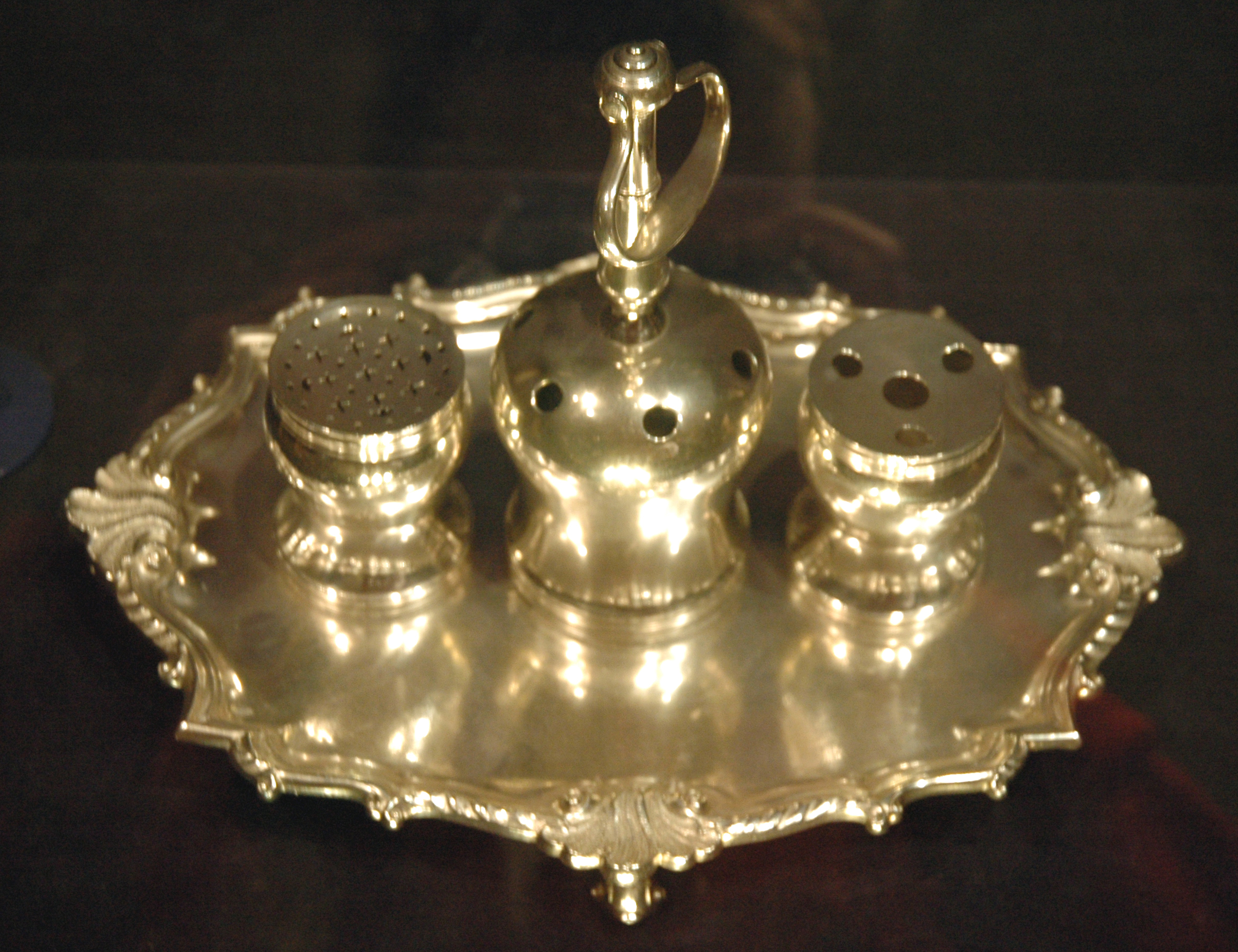
싱크 잉크 스탠드는 1776년 독립선언문 서명과 1787년 미국 헌법 서명에 사용되었다.

법률 역사가 윌프레드 리츠는 1986년에 약 34명의 대표들이 7월 4일에 독립선언문에 서명했으며, 나머지 사람들은 8월 2일 또는 그 이후에 서명했다고 결론지었다. 리츠는 제퍼슨, 애덤스, 프랭클린이 언급했듯이 독립선언문의 최종 작성본이 7월 4일에 의회에서 서명되었으며, 세 사람 모두가 잘못 알았을 가능성은 없다고 주장한다. 그는 매킨의 증언이 의심스러웠으며, 역사가들이 7월 19일 결의안을 잘못 해석했다고 믿는다. 리츠에 따르면, 이 결의안은 새로운 문서를 만들 것을 요구하는 것이 아니라, 뉴욕이 다른 12개 주와 함께 독립을 선언한 후 필요했던 기존 문서에 새로운 제목을 부여할 것을 요구한 것이었다. 그는 7월 19일 결의안의 "의회의 모든 구성원이 서명"이라는 문구가 4일에 독립선언문에 서명하지 않은 대표자들도 이제 그렇게 해야 한다는 의미였다고 추론한다.
1811년 애덤스에게 보낸 편지에서 벤저민 러시는 서명식을 "생각에 잠기고 끔찍한 침묵"의 장면으로 묘사하며 혹독하게 회상했다. 러시는 대표자들이 차례로 호명되었고, 각자가 다가올 죽음의 영장이라고 생각하는 것에 서명하기 위해 침울하게 앞으로 나아갔다고 말했다. 그는 "아침의 우울함"이 잠시 중단된 순간을 이야기했다. 뚱뚱한 버지니아의 벤저민 해리슨 5세가 서명대에서 왜소한 매사추세츠의 엘브리지 게리에게 "우리가 지금 하고 있는 일로 인해 모두 교수형을 당할 때 나는 당신보다 훨씬 유리할 것입니다, 게리 씨. 내 몸의 크기와 무게 때문에 몇 분 안에 죽어 천사들과 함께할 것이지만, 당신의 가벼운 몸 때문에 죽기 전에 한두 시간 동안 공중에서 춤을 추게 될 것입니다."라고 말했을 때였다. 러시에 따르면, 해리슨의 말은 "잠깐의 미소를 불러왔지만, 곧 모든 일이 진행된 엄숙함으로 대체되었다."

## 서명자 목록
총 56명의 대표가 독립선언문에 서명했다:
| 대륙회의 의장 1. 존 핸콕 (매사추세츠 만) 뉴햄프셔 2. 조시아 바틀릿 3. 윌리엄 휘플 4. 매튜 손턴 매사추세츠 만 5. 새뮤얼 애덤스 6. 존 애덤스 7. 로버트 트리트 페인 8. 엘브리지 게리 로드아일랜드와 프로비던스 플랜테이션 9. 스티븐 홉킨스 10. 윌리엄 엘러리 코네티컷 11. 로저 셔먼 12. 새뮤얼 헌팅턴 13. 윌리엄 윌리엄스 14. 올리버 월컷 뉴욕 15. 윌리엄 플로이드 16. 필립 리빙스턴 17. 프랜시스 루이스 18. 루이스 모리스 | 뉴저지 19. 리처드 스톡턴 20. 존 위더스푼 21. 프랜시스 홉킨슨 22. 존 하트 23. 에이브러햄 클라크 펜실베이니아 24. 로버트 모리스 25. 벤저민 러시 26. 벤저민 프랭클린 27. 존 모턴 28. 조지 클라이머 29. 제임스 스미스 30. 조지 테일러 31. 제임스 윌슨 32. 조지 로스 델라웨어 33. 시저 로드니 34. 조지 리드 35. 토머스 매킨 메릴랜드 36. 새뮤얼 체이스 37. 윌리엄 파카 38. 토머스 스톤 39. 찰스 캐럴 오브 캐럴턴 | 버지니아 40. 조지 와이스 41. 리처드 헨리 리 42. 토머스 제퍼슨 43. 벤저민 해리슨 44. 토머스 넬슨 주니어 45. 프랜시스 라이트풋 리 46. 카터 브랙스턴 노스캐롤라이나 47. 윌리엄 후퍼 48. 조셉 휴즈 49. 존 펜 사우스캐롤라이나 50. 에드워드 러틀리지 51. 토머스 헤이워드 주니어 52. 토머스 린치 주니어 53. 아서 미들턴 조지아 54. 버턴 그위닛 55. 라이먼 홀 56. 조지 월턴 |

## 서명자 세부 정보
1776년 7월 초 독립 투표 당시 의회에 참석했다고 여겨지는 약 50명 중 9명의 대표는 독립선언문에 서명하지 않았다: 존 앨솝, 조지 클린턴, 존 디킨슨, 찰스 험프리스, 로버트 R. 리빙스턴, 존 로저스, 토머스 윌링, 그리고 헨리 위스너. 1774년부터 1776년까지 대륙회의 의원이었던 토머스 린치는 병 때문에 독립선언문에 서명할 수 없었다. 클린턴, 리빙스턴, 위스너는 독립에 찬성표를 던졌지만, 서명이 이루어질 당시 의회를 떠나 직무를 수행 중이었다. 독립 결의안에 찬성표를 던졌던 로저스는 8월 2일에는 더 이상 대표가 아니었다. 윌링과 험프리스는 독립 결의안에 반대표를 던졌고, 8월 2일 서명 전에 펜실베이니아 대표단에서 교체되었다. 앨솝은 영국과의 화해를 선호하여 문서에 자신의 이름을 추가하는 대신 사임했다. 디킨슨은 독립선언이 시기상조라고 믿어 서명을 거부했지만, 의회에는 남아 있었다. 조지 리드는 독립 결의안에 반대표를 던졌고, 로버트 모리스는 기권했지만, 둘 다 독립선언문에 서명했다.
티머시 매트랙이 최종 작성한 사본에 있는 가장 유명한 서명은 존 핸콕의 것으로, 그는 아마도 의회 의장으로서 가장 먼저 서명했을 것이다. 핸콕의 크고 화려한 서명은 상징적이 되었고, 존 핸콕은 미국에서 "서명"의 비공식적인 동의어가 되었다. 미래의 대통령인 토머스 제퍼슨과 존 애덤스도 서명자들 중 하나였다. 에드워드 러틀리지 (26세)는 가장 어린 서명자였고 벤저민 프랭클린 (70세)은 가장 나이가 많았다.

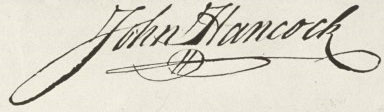
독립선언문에 있는 존 핸콕의 현재 상징적인 서명은 거의 길이이다.

일부 대표들은 독립선언이 논의될 때 출장 중이었는데, 여기에는 윌리엄 후퍼와 새뮤얼 체이스가 포함되지만, 그들은 8월 2일에 서명하기 위해 의회로 돌아왔다. 다른 대표들은 독립선언이 논의될 때 참석했지만 8월 2일 이후에 자신의 이름을 추가했는데, 여기에는 루이스 모리스, 올리버 월컷, 토머스 매킨, 그리고 아마도 엘브리지 게리가 포함된다. 리처드 헨리 리와 조지 와이스는 7월과 8월에 버지니아에 있었지만, 의회로 돌아와 각각 9월과 10월에 독립선언문에 서명했을 것이다.
의회에 새로 합류한 대표들도 서명할 수 있었다. 7월 4일 이후에야 의회에 자리를 잡은 8명이 독립선언문에 서명했다: 매튜 손턴, 윌리엄 윌리엄스, 벤저민 러시, 조지 클라이머, 제임스 스미스, 조지 테일러, 조지 로스, 그리고 찰스 캐럴 오브 캐럴턴. 매튜 손턴은 11월에야 의회에 자리를 잡았다. 그가 서명할 무렵에는 다른 뉴햄프셔 대표들 옆에 그의 이름을 위한 공간이 없어서 문서 끝에 서명을 했다.
독립선언문의 첫 공개된 버전은 던랩 브로드사이드였다. 그 버전에 있는 이름은 의회 의장 존 핸콕과 서기 찰스 톰슨 뿐이었고, 그 이름들은 서명이 아닌 인쇄된 것이었다. 대중은 1777년 1월 18일까지 최종 작성본에 누가 서명했는지 알지 못했다. 그 날 의회는 "인증된 사본"을 13개 주 각각에 서명자들의 이름을 포함하여 보내도록 명령했다. 이 사본을 고다드 브로드사이드라고 부른다. 이것은 토머스 매킨을 제외하고 모든 서명자들의 이름을 나열한 첫 출판물이었다. 토머스 매킨은 고다드 브로드사이드가 출판된 후에야 독립선언문에 서명했을 수 있다. 의회 서기 찰스 톰슨은 독립선언문의 최종 작성본에 서명하지 않았으며, 던랩 브로드사이드에는 그의 이름이 있지만 고다드 브로드사이드에는 나타나지 않는다.

## 유산

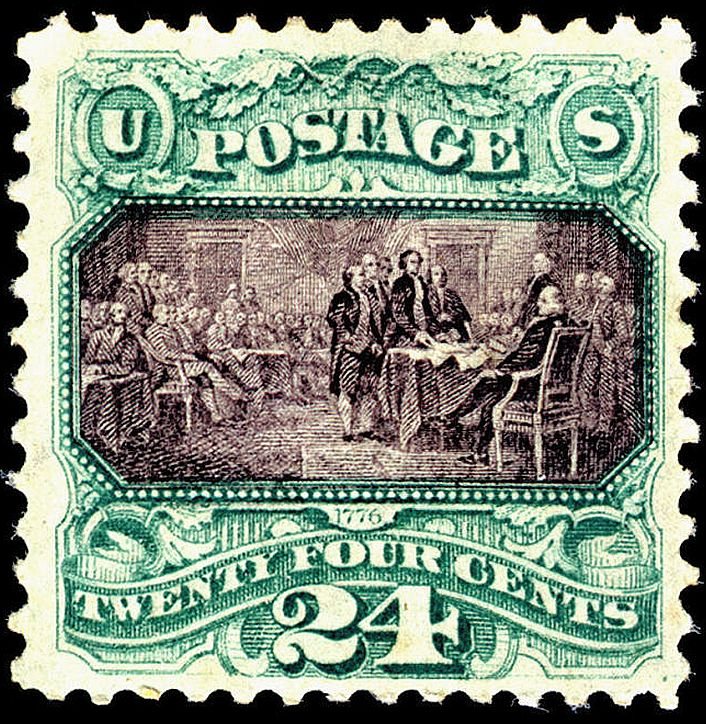
미국 우체국은 1869년 독립선언 서명을 기념하는 우표를 처음으로 발행했다.

독립선언문이 중요한 국가 상징이 된 지 여러 해가 지난 후, 서명에 관한 다양한 전설들이 생겨났다. 유명한 이야기 중 하나는 존 핸콕이 독립선언문에 서명한 의원들이 이제 "모두 함께 매달려야 한다"고 말했고, 벤저민 프랭클린은 "그렇습니다, 우리는 모두 함께 매달려야 합니다. 그렇지 않으면 분명히 각자 매달리게 될 것입니다."라고 대답했다고 한다. 그 인용문의 가장 오래된 인쇄본은 1837년 런던 유머 잡지에 실렸다.

## 같이 보기
- 56명의 독립선언문 서명자 기념비
- 서명자 기념비
- 미국 헌법 서명

### 인용
1. ↑  Warren, "Fourth of July Myths", pp. 242–43
2. ↑  Warren, "Fourth of July Myths", p. 246; Burnett, Continental Congress, p. 192
3. ↑  Hazelton, Declaration History, pp. 299–302; Burnett, Continental Congress, p. 192
4. ↑  Hazelton, Declaration History, p. 302
5. ↑  Warren, "Fourth of July Myths", pp. 243–45
6. ↑  “Unsullied by Falsehood: The Signing”. 《declaration.fas.harvard.edu》.
7. 1 2  U.S. Continental Congress, Secret Journals vol. 1, p. 46
8. ↑  Warren, "Fourth of July Myths", pp. 245–46
9. ↑  Hazelton, Declaration History, pp. 208–19; Wills, Inventing America, p. 341
10. ↑  Strauss, Valerie (2014년 7월 2일). “What you know about July 4th is wrong”. 《워싱턴 포스트》. 2017년 1월 7일에 확인함.
11. ↑  Ritz, "Authentication", p. 194
12. ↑  Ritz, "Authentication", p. 182
13. ↑  Ritz, "Authentication", pp. 198–200
14. ↑  Ritz, "Authentication", pp. 190–200
15. 1 2 3  “Benjamin Rush to John Adams, July 20, 1811”. National Park Service. 2019년 11월 22일에 확인함.
16. ↑  Friedenwald (Interpretation and Analysis, p. 143) says that 45 delegates can be confirmed as present on July 4, and that another four might have been.
17. ↑  Friedenwald (Interpretation, p. 149) gives the number of non-signers as seven, not counting Dickinson, who absented himself for the final votes.
18. ↑  United States Congress. "Thomas Lynch (id: L000536)". Biographical Directory of the United States Congress.
19. ↑  Hazelton, Declaration History, pp. 525–26
20. ↑  Hazelton, Declaration History, p. 209
21. ↑  Merriam-Webster online; Dictionary.com.
22. ↑  Malone, Story of the Declaration, p. 90
23. ↑  Fradin, The Signers, 112.
24. ↑  Friedenwald, Interpretation, p, 148
25. ↑  Friedenwald (Interpretation, p. 149) lists seven men; he does not include Charles Carroll of Carrollton, who had been working as an emissary for Congress. He did not become an official member of the Maryland delegation until July 4, and did not take his seat as a delegate until July 18. (Hazelton, Declaration History, pp. 529, 587)
26. ↑  The U.S. State Department (1911), The Declaration of Independence, 1776, pp. 10, 11.
27. ↑  Friedenwald, Interpretation, p. 150
28. ↑  Warren, "Fourth of July Myths", p. 247; Hazelton, Declaration History, p. 284; Friedenwald, Interpretation, p. 137, where the date is misprinted as January 8, but correct on page 150.
29. ↑  Friedenwald, Interpretation, p. 137
30. ↑  《The Gurney Papers》. 《The New Monthly Magazine and Humorist》. 1837. 17쪽. 2021년 7월 4일에 확인함.